# Большая Лоча
Большая Лоча — река в Тверской области России, протекает по южной оконечности города Ржева и в Ржевском районе.
Длина реки — 19 км, площадь водосборного бассейна — 149 км².
Исток расположен юго-западнее города Ржева, за Федеральной автодорогой М9 «Балтия». В районе автодороги М9 перекрыта плотиной, образуя небольшое водохранилище. Впадает в Волгу в 3259 км от её устья по правому берегу, в 3,5 км юго-восточнее Ржева.
Имеет несколько притоков. Крупнейший — Малая Лоча.

## Данные водного реестра
По данным государственного водного реестра России относится к Верхневолжскому бассейновому округу, водохозяйственный участок реки — Волга от Верхневолжского бейшлота до города Зубцов, без реки Вазуза от истока до Зубцовского гидроузла, речной подбассейн реки — бассейны притоков (Верхней) Волги до Рыбинского водохранилища. Речной бассейн реки — (Верхняя) Волга до Куйбышевского водохранилища (без бассейна Оки).
Код объекта в государственном водном реестре — 08010100412110000000830.